# 浜宮天神社
浜宮天神社（はまのみやてんじんしゃ）は兵庫県加古川市にある神社（天満宮）である。

## 祭神
- 菅原道真

## 交通アクセス
- 山陽電気鉄道本線浜の宮駅から徒歩10分。
- JR西日本加古川駅から加古川市コミュニティバス（かこバス）2系統（別府ルート）利用で「浜の宮天神社北」停留場下車（当停留所を通過するのは別府駅方面行のみなので、帰りは浜の宮駅停留場からの乗車となる）。
- JR西日本加古川駅から加古川市コミュニティバス（かこバス）4系統（浜手ルート）利用で「浜の宮公園南」停留場下車、徒歩約5分。